# Pages blanches
Pour l’article ayant un titre homophone, voir Page blanche.
Cet article possède un paronyme, voir Plages Blanches.

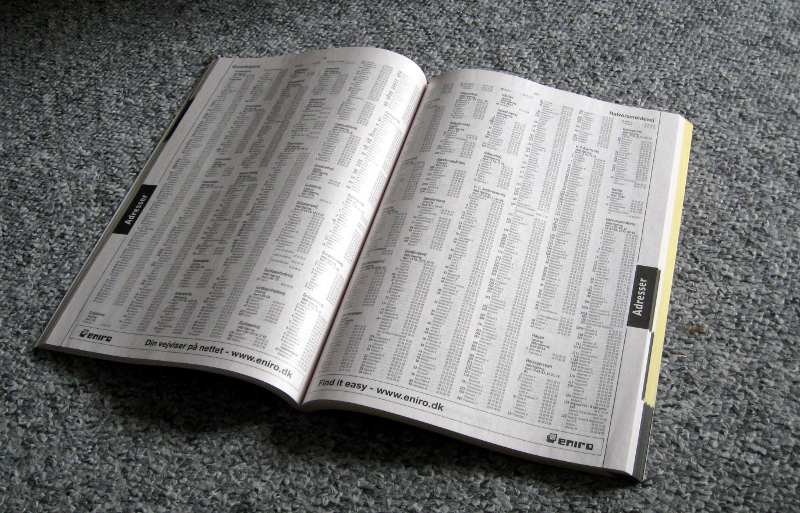
Un annuaire téléphonique au Danemark.

Pages blanches est le nom d'un annuaire téléphonique dans plusieurs pays. Il permet de retrouver le numéro de téléphone d'une personne à partir de son nom et de sa ville, à condition qu'elle ne figure pas sur la liste rouge. Cet annuaire est destiné à recenser les particuliers, tandis que les Pages Jaunes sont réservées aux professionnels.
Il existe également des annuaires inversés permettant de retrouver le nom de la personne à partir de son numéro de téléphone.